# Damir Desnica
Damir Desnica (Obrovac, 20 december 1956) is een Kroatisch voormalig voetballer. De middenvelder speelde jarenlang op het hoogste niveau, ondanks het feit dat hij doofstom is.

## Carrière
- 1974-1985:  CRO HNK Rijeka 251 (54)
- 1985-1990:  BEL KV Kortrijk 109 (19)
- 1992-1993:  CRO NK Pazinka 11 (1)

## International
Desnica kwam één keer uit voor de Joegoslavische nationale ploeg.